# Poligon simplu

Poligon simplu concav.

Poligon complex

Poligonul simplu este poligonul care nu se autointersectează sau, mai riguros, oricare două laturi nu au în comun decât cel mult vârfurile acestuia.

## Probleme
- Dacă un punct dat aparține sau nu interiorului poligonului.
- Calcularea ariei acestuia.
- Triangularea poligonului: împărțirea unui poligon în triunghiuri.
- Reuniunea a două poligoane simple: determinarea poligonului simplu (poligoanelor simple) care să conțină aria din interiorul ambelor poligoane.
- Intersecția a două poligoane: determinarea poligonului simplu (poligoanelor simple) care să conțină aria situată în interiorul fiecăruia din cele două poligoane.
- Acoperirea convexă a unui poligon.